# Oficiul Național pentru Cultul Eroilor
Oficiul Național pentru Cultul Eroilor (ONCE) este un organ de specialitate al administrației publice centrale din România, cu personalitate juridică, aflat în subordinea Ministerului Apărării Naționale. Oficiul este condus de un director, numit prin Ordin al Ministrului Apărării Naționale.
Oficiul este continuatorul de drept al Așezământului Național Regina Maria pentru Cultul Eroilor, iar înființarea sa reprezintă un pas important în alinierea, în acest domeniu, a legislației și practicii României la cele europene.
Oficiul îndeplinește funcții de reglementare, consiliere, sprijin și control, reprezentare, educație civică și de administrare a patrimoniului propriu. De asemenea, este abilitat să caute, să descopere și să identifice mormintele și operele comemorative de război și să organizeze sistemul național de cercetare și evidență a mormintelor și operelor comemorative de război, românești și străine, aflate pe teritoriului României, precum și a celor românești din străinătate. El colaborează cu organizațiile neguvernamentale și cu cultele religioase recunoscute de lege și, la cerere, oferă celor interesați date referitoare la locul de înhumare de război.
Împreună cu alte instituții abilitate, elaborează programul manifestărilor prilejuite de Ziua Eroilor, care este, potrivit legii, sărbătoare națională.
La 30 septembrie 2004, prin H.G. 1585, Castelul Vlad Țepeș din București a devenit oficial sediul Oficiului Național pentru Cultul Eroilor.

## Controverse
La data de 9 februarie 2010, în fruntea Oficiului Național pentru Comemorarea Eroilor a fost numită Georgia Gabriela Voicu, de către ministrul apărării Gabriel Oprea. Georgia Voicu este fiica generalul de poliție Costică Voicu și iubita lui Norocel Anastasescu, împreună cu care este asociată la compania Regent Security. Numirea acesteia la șefia ONCE a fost făcută în condițiile în care ONCE a cerut în iulie 2009 ca din cimitirul eroilor din Vălenii de Munte să fie exhumate rămășițele pământești ale persoanelor înhumate ilegal în perimetrul parcelei, printre care și ale părinților lui Norocel Anastasescu.
Primăria orașului Vălenii de Munte a început demersurile de exhumare, dar s-a lovit chiar de opoziția ONCE în momentul în care la conducere a ajuns Gabriela Voicu. Partenerul Gabrielei Voicu, Norocel Anastasescu, dăduse în judecată primăria pentru că încercase mutarea părinților săi dintre eroi, și a cerut „daune morale pentru suferințe psihice” de 200.000 de lei. Edilul Mircea Nițu a declarat că Gabriela Voicu l-a chemat, în iunie 2010, la o audiere pentru a-l convinge să renunțe la demersurile sale. În iulie 2010, Gabriela Voicu și-a dat demisia din funcția de director al Oficiului Național pentru Cultul Eroilor.